# Gennadi Alamija
Gennadi Alamia (* 1949, in Kutol, Abchasien, rus. Геннадий Аламия, Gennadij Alamija) ist ein abchasischer Politiker, Dichter und Dramatiker.
Er studierte zunächst Physik und Mathematik in der abchasischen Hauptstadt Sochumi, zog dann aber nach Moskau und studierte dort am Maxim-Gorki-Literaturinstitut, wo er sein Studium abschloss. Dort lernte er den gleichaltrigen Schriftsteller Denis Tschatschchalia kennen, der später viele von Alamias Werken ins Russische übersetzte.
Gennadi Alamia schrieb nach der Unabhängigkeitserklärung Abchasiens 1992 den Text zu Aiaaira, der abchasischen Nationalhymne und war 2004 an der Gründung der Sozialdemokratischen Partei Abchasiens beteiligt, deren Vorsitzender er heute ist.
Gennadi Alamia veröffentlichte bis heute neun Gedichtbände, sechs davon in abchasischer Sprache, drei in russischer Sprache.